# Tidermène
Tidermène est une localité et une commune rurale malienne, chef-lieu de cercle dans la région de Ménaka.

## Géographie
La localité est située à près de 80 km au nord du chef-lieu régional Ménaka. 
| Kidal     | Intadjedite | Tin-Essako |
| Anchawadi | Tidermène   | Inékar     |
| Talataye  | Ménaka      | Alata      |

## Villages
La commune s'étend sur 7 localités relevées lors du recensement général de 2009. 
Les villages les plus peuplés sont :
- Ichidena Harène (1 384 habitants)
- Cherifane (1 274 habitants)
- Kel Agueris I (1 010 habitants)

La localité chef-lieu Tidermène compte 414 habitants.